# Chiesa di San Marcellino (Milano)
La chiesa di San Marcellino era una chiesa di Milano. Situata nell'attuale via Broletto, allo sbocco di via del Lauro, la chiesa non è più esistente.

## Storia
Le origini della chiesa risalirebbero, come scrive Paolo Rotta, a prima della venuta del Barbarossa a Milano: la chiesa era attestata in documenti nel 1021 e all'interno di essa figuravano della arche sepolcrali datate 1144. Rettore della chiesa fu, fino alla morte avvenuta nel 1522, Franchino Gaffurio, presbitero, teorico musicale e compositore. Qui ne fu collocata anche la sepoltura, dispersa però nel corso dei secoli. La chiesa fu poi rifatta in nuove forme sotto il cardinalato di Federico Borromeo, nel cui periodo nella chiesa si celebravano fino a quattordici messe al giorno. Sebbene si abbia notizia della soppressione della parrocchia omonima nel 1787, attiva dal XV secolo, non si hanno notizie certe sulla precisa data di demolizione della chiesa, salvo trovarla menzionata come non più esistente nel 1891. La chiesa continuò per anni a dare il nome alla contrada di San Marcellino, oggi semplice prosecuzione di via Broletto.

## Architettura
L'originale chiesa era di forma rettangolare, a più navate, di cui la maggiore terminava con un'abside. La chiesa fu rifatta per ordine del cardinale Federico Borromeo nel 1625 ad un'unica navata, fiancheggiata da tre cappelle per lato: degne di nota erano la cappella di sant'Antonio abate, dipinta da Rodolfo Cunio, allievo del Cerano, e la cappella di San Giuseppe, affrescata dal bolognese Marcantonio Franceschini. La facciata risultava ancora spoglia al 1738.